# Auguste-Martin Desneux
Auguste-Martin Desneux, francoski general, * 1885, † 1946.